# 吕姓
吕姓為漢姓之一，在《百家姓》中排名第22位。呂姓人口在中國大陸排第四十七位，约占全国汉族人口的0.47％。在台灣排第二十六位。

## 姓氏起源
- 该姓氏源自姜姓。据宋·郑樵《通志·氏族略》载：“吕氏，姜姓，侯爵，炎帝之后也，虞、夏之际，受封为诸侯，或言伯夷，佐禹有功，封于吕。”
- 《史记·齐太公世家》所说 “其先祖尝为四岳，佐禹平水土，甚有功，虞夏之际，封于吕，或封于申，姓姜氏。”《路史· 后纪四》说共工之子噎鸣，又叫伯夷，“为寞心吕，且功于水，封吕”。
- 所以“吕”这个姓氏来自姜姓，是姜姓部族“四岳”中的一支。该部族的首领在夏时被封为吕侯，建姜姓诸侯国吕国，国都位于今山西吕梁。后与周朝结盟，打败商朝。周宣王时期（公元前828年—公元前783年）为镇压南蛮，南迁至今河南南阳。
- 商末时，姜太公因其祖先封于吕国，所以以姜为姓，吕为氏，称为姜尚或吕尚。他的儿子齐丁公姜伋也被称为吕伋。
- 周朝春秋时（公元前688年），吕国被楚国所灭。
- 吕国灭亡后，子孙一支迁于湖北蕲春，一支迁于河南之东，河南之东一支复为吕国，以继国祀，为楚国附庸，史称东吕，以区别于南阳之吕。后东吕被宋国所并，继而又沦为陈的属地，陈被楚灭，其地则归了楚。春秋晚期卫庄公的夫人称吕姜。按国君之女称呼是“国名+姓”，贵族之女称呼是“氏名+姓”。吕姜很可能是吕国灭亡後其公族後裔称吕氏者之女。目前大部分吕姓者，应为这一支的后裔。

## 延伸阅读
[在维基数据编辑]
 《百家姓》
 《欽定古今圖書集成·明倫彙編·氏族典·呂姓部》，出自陈梦雷《古今圖書集成》

## 外部連結
- 黃帝祠-百家姓
- （简体中文）中华吕氏网（页面存档备份，存于）